# SN 2010ey
SN 2010ey – supernowa typu Ia odkryta 30 czerwca 2010 roku w galaktyce E548-G76. W momencie odkrycia miała maksymalną jasność 16,90m.